# 工藤巌
工藤 巌（くどう いわお、1921年（大正10年）12月18日 - 1998年（平成10年）8月25日）は、日本の政治家。岩手県知事（1期）、衆議院議員（5期）、盛岡市長（3期）。
文教政策に精通。衆議院議員時代には文教委員長を務めたほか、知事在任中には岩手県立大学の総合大学としての設立を決めた。

## 盛岡市長・衆院議員
盛岡中学校、第一高等学校、東京大学法学部卒業後、岩手県立盛岡高等学校に教師として赴任。その後岩手県庁に入庁。企画部長などを経て、1969年盛岡市長に立候補して当選。
3期目途中の1979年、政界を引退した野原正勝の後継者として旧岩手1区から衆議院議員選挙に立候補し初当選。以後5回連続当選。自由民主党の河本派に所属し、国土政務次官、文部政務次官、衆議院文教委員長、党人事局長、政務調査会副会長などを歴任。5期目任期途中、1991年4月の岩手県知事選挙に立候補するため、同年3月11日付で衆議院議員を辞職。同年4月7日の知事選では52万票で2位以下を大きく引き離し初当選を果たした。

## 知事としての政策

### 予算編成
工藤県政にとっての初の予算編成はバブル崩壊のきざしが見え始めた1992年度予算である。
工藤は「第三次岩手県総合発展計画」を策定し、極めて積極的な財政を行った。いよいよバブルの崩壊が現実化し、日本経済が後退を始めた後も、工藤は財政支出を増やし続ける方針をとり、1994年には岩手県立大学構想に着手。景気浮揚のための国の経済対策とも相まって、終始一貫して積極投資型予算を編成した。なお、次代知事・増田寛也が一期目後半に行った県複合施設開発事業（盛岡駅西口。総事業費214億円）・県立大建設（年間運営費60億円）・県立美術館建設等は工藤県政の遺産であると見る向きも少なくない。
工藤の積極財政は現在の岩手県の財政悪化の一因を招いたとする見方もある一方で、彼の構想した岩手県立大学が岩手県にもたらした効果もまた大であることは疑いようもなく、立場によって彼の政策をどう評価するかにはさまざまな意見がある。

### 岩手県立大学構想
岩手県庁内で岩手県立大学設置計画が持ち上がったのは1993年のことで、バブルが崩壊した直後のことだった。工藤は教育政策に精通していたと言われており、岩手日報等の記事によれば、退任会見では「昔は県民所得全国最下位の岩手が30番台になった」と述べるなど、貧しいからこそ教育の充実させるとの理想があったと言われる。

#### 必要性に関する議論
なお総合大学への計画変更の際に、県内では次のような意見もあった。すなわち、「県立大の年間運営費60億円を、そのまま奨学金予算に充て、大学進学者に援助をしたほうが効率的だ」とする意見であり、単純計算で、首都圏の国立大学に通う約1900人、私立大学でも約1700人に支給が可能とされた。しかし、いずれは看護系学部を作る必要に迫られるとの見通しと、国の積極財政策に後押しされ、結果的には総合大学として岩手県立大学が作られることになる。

#### 単科大か、総合大か
県立大は当初、看護学部のみを設置する単科大学計画であり、首都圏その他の有名私立大学を県内に誘致する案もあったが、工藤は「子供を首都圏で学ばせる親の負担を考慮する」として、総合大学への計画変更を命じた。なお、この10年で岩手県の大学進学率が10%近く跳ね上がり、30%台に乗ったことは事実である。

## 一期限りの退任
工藤は再選を目指したが、病気のため一期で引退を余儀なくされた。なお、後継知事は小沢一郎が擁立した元建設官僚・増田寛也が全国最年少で当選した。
増田に知事室を引き渡す際に、工藤が「県立大構想だけはよろしく頼む」と頼んだというエピソードが残っており、工藤の教育に対する思いの強さがうかがえる。
1994年11月の秋の叙勲で勲二等に叙され旭日重光章を受章する。
1998年8月25日、呼吸不全のため死去した。76歳没。同年9月4日、特旨を以て位八級を追陞され、死没日付をもって正四位に叙された。

## 親族
父藤一は作家宮沢賢治と盛岡高等農林学校の大親友。